# Epicharis albifacies
Epicharis albifacies är en biart som beskrevs av Heinrich Friese 1899. Epicharis albifacies ingår i släktet Epicharis och familjen långtungebin. Inga underarter finns listade i Catalogue of Life.